# Subtle-Klasse
Die Subtle-Klasse war die vierte Baugruppe der britischen S-Klasse. Die Mehrzahl der 17 U-Boote wurden in der Endphase des Zweiten Weltkrieges in Südostasien eingesetzt.
Nach dem Krieg wurden die U-Boot von der britischen, portugiesischen und ab 1958 auch von der israelischen Marine bis weit in die 1960er-Jahre hinein eingesetzt.

## Baugeschichte und Konstruktive Merkmale
siehe: Baugeschichte der S-Klasse und konstruktive Merkmale der S-Klasse
Die ersten Einheiten der vierten Baugruppe stellte die Marine zum Jahreswechsel 1943/44 in Dienst. Bis 1945 wurden auf zwei Werften insgesamt 17 U-Boote gebaut. Der geplante Bau von vier weiteren Einheiten wurde nach dem Kriegsende storniert.
| Bauwerft                                    | U-Boote |
| ------------------------------------------- | ------- |
| Cammell Laird                               | 15      |
| Scotts Shipbuilding and Engineering Company | 2       |

Die U-Boote waren für den Einsatz auf dem asiatischen Kriegsschauplatz konzipiert. Genauso wie die gleichzeitig gebauten, aber für die Nordsee und das Mittelmeer vorgesehenen Einheiten der dritten Baugruppe, besaßen die U-Boote Radarausrüstung und einen verstärkten Dieselantrieb.
Obwohl die Boote des vierten Bauloses nicht größer als die des dritten waren, hatten sie eine höhere Seeausdauer. Dies wurde durch eine konsequentere Platzausnutzung für die Lagerung von Verbrauchsgütern wie Lebensmitteln, Süßwasser und Munition erreicht. Durch die extreme Enge sank die Lebensqualität der Besatzung. Die Platzausnutzung führte so weit, dass sogar unter der Back (Esstisch) der Offiziermesse Munition für das Deckgeschütz gelagert wurde.
Die Hauptunterschiede zum dritten Baulos lagen in der schwereren Artilleriebewaffnung und den auf bis zu 98 tn.l. vergrößerten Treibölbunkern. Die ersten drei Baulose der S-Klasse waren mit einem 7,6-cm-L/50-Deckgeschütz bewaffnet. Das vierte Baulos trug ein 10,2-cm-L/40-Geschütz.
Wegen der schwereren Artilleriebewaffnung wurde aus Gewichtsgründen bei den meisten Einheiten auf das zusätzliche externe Hecktorpedorohr und somit auf den dreizehnten Torpedo verzichtet.
Mehrere Einheiten wurden ab 1944 mit einer verstärkten Luftabwehrbewaffnung ausgestattet. Die bis zu drei 7,7-mm-Maschinengewehre wurden durch eine 2,0-cm-Flugabwehrkanone des schweizerischen Waffenherstellers Oerlikon-Bührle ergänzt. Das Luftabwehrgeschütz war auf einer achtern des Turmes angeordneten Plattform montiert, die dem Wintergarten der deutschen Typ-VII-Boote ähnelte.

## Geschichte
siehe: Einsatzgeschichte der S-Klasse und detaillierte Geschichte der S-Klasse
Der Kampfeinsatz der U-Boote begann im Jahre 1944. Sie wurden auf den asiatischen Kriegsschauplatz beordert. Bis zu diesem Zeitpunkt hatten die Kaiserlich Japanische Marine und Handelsschifffahrt bereits schwere Verluste hinnehmen müssen. Die Japaner zogen sich immer mehr in die Küstengewässer zurück und setzten häufig kleine Segelschiffe als Transporteinheiten ein.
Die seichten Seegebiete waren für die großen US-amerikanischen U-Boote nur schwer erreichbar. Die im Vergleich dazu kleineren und wendigeren britischen U-Boote konnten gemeinsam mit ähnlich wendigen niederländischen Einheiten die US-Amerikaner beim Kampf gegen die japanischen Nachschubwege auch kurz vor den feindlichen Küsten unterstützen.
Haupteinsatzgebiete waren die Andamanensee, die Malakkastraße vor Singapur und die Gewässer um die großen Inseln Niederländisch-Indiens.
Im Zweiten Weltkrieg hatten die Boote der Subtle-Klasse keine Verluste zu verzeichnen.
In Friedenszeiten ging ein U-Boot verloren und ein weiteres wurde so schwer beschädigt, dass es vorzeitig außer Dienst gestellt werden musste. Der erste Verlust eines U-Bootes der Klasse war die Supreme. Das Boot sollte als Übungsziel dienen und wurde 1947 entsprechend umgebaut. Es sank aber kurz nach den Umbaumaßnahmen. Das Wrack wurde gehoben und anschließend verschrottet. Die Sturdy wurde im Juli 1957 bei einer Explosion schwer beschädigt. Sie wurde später auf Malta verschrottet.
Die Royal Navy nutzte ihre Boote bis zu Beginn der 1960er-Jahre.

## Einsatz in Portugal und Israel
1948 wurden drei Einheiten an Portugal verkauft. Die israelische Marine übernahm in den 1950er-Jahren zwei U-Boote der Klasse.
Die Portugiesen und Israelis stellten die letzten Einheiten in der zweiten Hälfte der 1960er außer Dienst.
| Israel                 | Israel      |
| ---------------------- | ----------- |
| Vereinigtes Konigreich | Israel      |
| Sanguine               | Rahav (רחב) |
| Springer               | Tanin       |

| Portugal               | Portugal |
| ---------------------- | -------- |
| Vereinigtes Konigreich | Portugal |
| Saga                   | Náutilo  |
| Spearhead              | Neptuno  |
| Spur                   | Narval   |

## Boote der Klasse
siehe auch: Gruppe 4 der S-Klasse
| Sturdy | Sturdy                                | Sturdy      | Sturdy             |
| --- | ------------------------------------- | ----------- | ------------------ |
| Bauwerft: | Cammell Laird                         | Nr:         | P 248              |
| Kiellegung: | 22. Dezember 1942                     | Stapellauf: | 30. September 1943 |
| Indienststellung: | 29. Dezember 1943                     | Dienstende: | 9. Juli 1955       |
| Die Sturdy (engl.: standhaft oder stabil) wurde in Südostasien eingesetzt. Das U-Boot wurde am 9. Juli 1955 bei einer Explosion schwer beschädigt. Die Einheit wurde im Mai 1958 auf Malta verschrottet.                                                                  |                                       |             |                    |
| Stygian |                                       |             |                    |
| Bauwerft: | Cammell Laird                         | Nr.:        | P 249              |
| Kiellegung: | 6. Januar 1943                        | Stapellauf: | 30. November 1943  |
| Indienststellung: | 29. Februar 1944                      | Dienstende: | 1948               |
| Die Stygian (engl: stygisch, finster, dämonisch) wurde in Südostasien eingesetzt. Das U-Boot wurde am 28. Oktober 1948 zur Verschrottung verkauft und in Faslane abgebrochen.                                                                                             |                                       |             |                    |
| Subtle |                                       |             |                    |
| Bauwerft: | Cammell Laird                         | Nr.:        | P 251              |
| Kiellegung: | 1. Februar 1943                       | Stapellauf: | 27. Januar 1944    |
| Indienststellung: | 16. April 1944                        | Dienstende: | 1958               |
| Die Subtle (engl.: subtil, scharfsinnig) wurde in Südostasien eingesetzt. Das Boot wurde im Juni 1958 zur Verschrottung verkauft und im Juli 1959 in Charlestown abgebrochen.                                                                                             |                                       |             |                    |
| Supreme |                                       |             |                    |
| Bauwerft: | Cammell Laird                         | Nr.:        | P 252              |
| Kiellegung: | 15. Februar 1943                      | Stapellauf: | 24. Februar 1944   |
| Indienststellung: | 20. Mai 1944                          | Dienstende: | 1947               |
| Die Supreme (engl.: unveränderlich, oberster oder höchster) wurde in Südostasien eingesetzt. Das Boot wurde 1947 zu einem Übungsziel umgebaut, sank aber kurz danach. Das Wrack wurde 1949 gehoben, untersucht, zur Verschrottung verkauft und 1950 in Troon abgebrochen. |                                       |             |                    |
| Sea Scout |                                       |             |                    |
| Bauwerft: | Cammell Laird                         | Nr.:        | P 253              |
| Kiellegung: | 1. April 1943                         | Stapellauf: | 24. März 1944      |
| Indienststellung: | 19. Juni 1944                         | Dienstende: | September 1962     |
| Die Sea Scout (engl.: Seepfadfinder) wurde in Südostasien eingesetzt. Das Boot wurde 1963 ausgeschlachtet, 1965 verkauft und im Dezember 1965 in Swansea verschrottet. |                                       |             |                    |
| Selene |                                       |             |                    |
| Bauwerft: | Cammell Laird                         | Nr.:        | P 254              |
| Kiellegung: | 16. April 1943                        | Stapellauf: | 24. April 1944     |
| Indienststellung: | 14. Juli 1944                         | Dienstende: | 1961               |
| Die Selene (altgriech. Mondgöttin, siehe Selene) wurde in Südostasien eingesetzt. Das Boot wurde im Juni 1961 in Gateshead verschrottet. |                                       |             |                    |
| Solent |                                       |             |                    |
| Bauwerft: | Cammell Laird                         | Nr.:        | P 262              |
| Kiellegung: | 7. Mai 1943                           | Stapellauf: | 8. Juni 1944       |
| Indienststellung: | 7. September 1944                     | Dienstende: | 1961               |
| Die Solent (Seitenarm des Ärmelkanals, siehe The Solent) wurde in Südostasien eingesetzt. Das Boot wurde im August 1961 in Troon verschrottet. |                                       |             |                    |
| Sleuth |                                       |             |                    |
| Bauwerft: | Cammell Laird                         | Nr.:        | P 261              |
| Kiellegung: | 30. Juni 1943                         | Stapellauf: | 6. Juli 1944       |
| Indienststellung: | 8. Oktober 1944                       | Dienstende: | 1958               |
| Die Sleuth (engl. Synonym für Bluthund) wurde in Südostasien eingesetzt. Das Boot wurde im September 1958 in Charlestown verschrottet. |                                       |             |                    |
| Sidon |                                       |             |                    |
| Bauwerft: | Cammell Laird                         | Nr.:        | P 259              |
| Kiellegung: | 7. Juli 1943                          | Stapellauf: | 4. September 1944  |
| Indienststellung: | 23. November 1944                     | Dienstende: | 16. Juni 1955      |
| Die Sidon (eine Stadt im Libanon, siehe Sidon) sank am 16. Juni 1955 durch die Explosion eines neuartigen mit Wasserstoffperoxid betankten Torpedos. Es gab 13 Tote. Das Wrack wurde am 23. Juni gehoben und vor Portland als Sonarübungsziel versenkt.                   |                                       |             |                    |
| Spearhead Neptuno |                                       |             |                    |
| Bauwerft: | Cammell Laird                         | Nr.:        | P 263              |
| Kiellegung: | 18. August 1943                       | Stapellauf: | 2. Oktober 1944    |
| Indienststellung: | 21. Dezember 1944                     | Dienstende: | 1. September 1967  |
| Die Spearhead (engl.: Speerspitze) wurde im August 1948 an die portugiesische Marine verkauft und in Neptuno (port.: Neptun) umbenannt. Die Portugiesen verschrotteten das U-Boot 1967.                                                                                   |                                       |             |                    |
| Spur Narval |                                       |             |                    |
| Bauwerft: | Cammell Laird                         | Nr.:        | P 265(?)           |
| Kiellegung: | 1. Oktober 1943                       | Stapellauf: | 17. November 1944  |
| Indienststellung: | 18. Februar 1945                      | Dienstende: | 1969               |
| Die Spur (eng.: Sporn) wurde in Südostasien eingesetzt. Sie wurde im November 1948 an die portugiesische Marine übergeben und in Narval (port.: Narwal) umbenannt. Das U-Boot wurde 1969 außer Dienst gestellt.                                                           |                                       |             |                    |
| Scorcher |                                       |             |                    |
| Bauwerft: | Cammell Laird                         | Nr.:        | P 258              |
| Kiellegung: | 14. Dezember 1943                     | Stapellauf: | 18. Dezember 1944  |
| Indienststellung: | 16. März 1945                         | Dienstende: | 1962               |
| Die Scorcher wurde im September 1962 in Charlestown abgebrochen. |                                       |             |                    |
| Sanguine Rahav (רחב) |                                       |             |                    |
| Bauwerft: | Cammell Laird                         | Nr.:        | P 266              |
| Kiellegung: | 10. Januar 1944                       | Stapellauf: | 15. Februar 1945   |
| Indienststellung: | 13. Mai 1945                          | Dienstende: | 1969               |
| Die Sanguine (engl.: zuversichtlich) wurde 1958 an die israelische Marine übergeben und in Rahav (hebräisch רַהַב, biblisches Ungeheuer Rahav) umbenannt. Das Boot wurde 1969 in Haifa abgebrochen.                                                                         |                                       |             |                    |
| Saga Náutilo |                                       |             |                    |
| Bauwerft: | Cammell Laird                         | Nr.:        | P 257              |
| Kiellegung: | 5. April 1944                         | Stapellauf: | 14. März 1945      |
| Indienststellung: | 14. Juni 1945                         | Dienstende: | 1969               |
| Die Saga wurde am 11. Oktober 1948 an die portugiesische Marine übergeben und in Náutilo (port.: Nautilus) umbenannt. Portugal nahm das Boot 1969 aus dem aktiven Dienst.                                                                                                 |                                       |             |                    |
| Seneschal |                                       |             |                    |
| Bauwerft: | Scotts Shipbuilding & Engineering Co. | Nr.:        | P 255              |
| Kiellegung: | 1. September 1943                     | Stapellauf: | 23. April 1945     |
| Indienststellung: | 6. September 1945                     | Dienstende: | 1960               |
| Die Seneschal (siehe Seneschall) wurde 1947 bei einer Explosion beschädigt. 1952 kam es zu einem weiteren Unfall, als sie mit einer dänischen Fregatte kollidierte. Das Boot wurde 1960 in Dunston abgewrackt.                                                            |                                       |             |                    |
| Sentinel |                                       |             |                    |
| Bauwerft: | Scotts Shipbuilding & Engineering Co. | Nr.:        | P 256              |
| Kiellegung: | 15. November 1943                     | Stapellauf: | 27. Juli 1945      |
| Indienststellung: | 28. Dezember 1945                     | Dienstende: | 1962               |
| Die Sentinel (engl.: Wächter) wurde am 28. Februar 1962 zur Verschrottung verkauft und in Gillingham abgebrochen. |                                       |             |                    |
| Springer Tanin |                                       |             |                    |
| Bauwerft: | Cammell Laird                         | Nr.:        | P 265(?)           |
| Kiellegung: | 8. Mai 1944                           | Stapellauf: | 14. Mai 1945       |
| Indienststellung: | 2. August 1945                        | Dienstende: | 1972               |
| Die Springer wurde 1958 an die israelische Marine übergeben und in Tannin umbenannt (nach dem mythologischen Seeungeheuer Tannin). Sie wurde 1972 verschrottet. |                                       |             |                    |
| Sea Robin |                                       |             |                    |
| Bauwerft: | Cammell Laird                         |             |                    |
| Der Auftrag zum Bau der Sea Robin (engl.: Knurrhahn) wurde 1945 gestrichen. |                                       |             |                    |
| Sprightly |                                       |             |                    |
| Bauwerft: | Cammell Laird                         |             |                    |
| Der Auftrag zum Bau der Sprightly (engl.: munter) wurde 1945 gestrichen. |                                       |             |                    |
| Surface |                                       |             |                    |
| Bauwerft: | Cammell Laird                         |             |                    |
| Der Auftrag zum Bau der Surface (engl.: Oberfläche) wurde 1945 gestrichen. |                                       |             |                    |
| Surge |                                       |             |                    |
| Bauwerft: | Cammell Laird                         |             |                    |
| Der Auftrag zum Bau der Surge (engl.: Woge) wurde 1945 gestrichen. |                                       |             |                    |